# Darkstar Skateboards
Dark Star is een bedrijf dat skateboards, wielen en kleding fabriceert. Darkstar staat bekend om de skateboards van 9 lagen multiplex. Dit betekent dat de boards sterker zijn, evenals dikker en zwaarder. De meeste andere bedrijven gebruiken 7 lagen.

## Huidig team
- Ryan Jarvis
- Lander Hiott
- Rodney Mullen
- Chet Thomas
- Paul Machnau
- Gailea Momolu
- Mike Hastie
- Adam Dyet
- Paul Trep
- Pierre-Luc Gagnon
- Jonathan Galan

## Video's
- Battalion (2003)

## Decks
- Armor Light Team Deck
- Thomas Armor Light
- Hastie Armor Light
- Momolu Armor Light
- Machnau Armor Light
- Thomas Vengeance
- Machnau Vengeance
- Hastie Vengeance
- Momolu Vengeance
- PLG Vengeance
- PLG Contra
- Delusion 7.5
- Vichtem 7.5
- Vichtem 7.7
- Corner Bar
- Thomas Armor Ply Metallic
- Elecrtic Metallic
- Camo Pattern
- Powerline Pattern
- Lightning Pattern